# Adler Anna
Adler Anna, férjezett Deutsch Imréné, majd Sinai Leóné (Budapest, 1899. július 26. – Budapest, 1994. november 16.) fogorvos, Adler Sándor (1897–1950) sebészorvos húga, Dési Illés (1931–2018) higiénikus, egyetemi tanár anyja.

## Életpályája
Adler Illés (1868–1924) főrabbi, hittudós és Krammer Janka (Hani) lányaként született. Felsőfokú tanulmányait a Budapesti Tudományegyetemen kezdte, azonban a numerus clausus rendelkezései miatt a harmadik szemesztertől a frissen idetelepített Kolozsvári Magyar Királyi Ferenc József Tudományegyetem hallgatója lett. 1920 októberétől az egyetem Szegedre költözött, ezért átiratkozott a Pozsonyból szintén Budapestre telepített Erzsébet Tudományegyetemre, amely ekkoriban a mai Szent László Kórház helyén működött. 1924. április 14-én Pekár Mihály avatta orvosdoktorrá. Oklevelét egy évvel később, a kötelező kórházi gyakorlat után kaphatta meg. Ezt követően két hónapot fül-orr-gégészeten, egy hónapot pedig a Sztomatológiai Klinikán töltött. 1924. május 1. és 1925. május 1. között a Magyar Fogorvosok Egyesületének fogorvosi szaktanfolyamán szerzett képesítést a Gróf Apponyi Albert Poliklinikán, Rothman Ármin osztályán, mely egyben első munkahelye volt. 1925 és 1931 között a Pesti Izraelita Hitközség Kaszab Aladár és Józsa Poliklinikáján működött Bauer Andor főorvos vezetése alatt. 1926-tól 1980-ig magánorvosi praxist vezetett budapesti otthonában. 1925. február 5-én Budapesten, az Erzsébetvárosban házasságot kötött Deutsch Imre (1896–1944) urológussal, akivel együtt 1936-ban felvették az Orvosi Kamarába. A vészkorszak idején fiával, Dési Illéssel 1944 novemberéig csillagos házban laktak, majd egy keresztény betege bújtatta őket a felszabadulásig. A második világháború után megpályázott egy fogszakorvosi állást és 1945 és 1951 között a Magánalkalmazottak Biztosító Intézete (MABI), később átszervezéssel az SZTK fogászati osztályán dolgozott mint fogorvos. 1951-ben Kende János meghívta az akkor megalakult Stomatológiai Intézetbe, ahol 1975-ig működött, az utolsó hat évben már nyugdíjasként.
Második férje Sinai Leó (1899–1973) mérnök, a műszaki tudományok kandidátusa, szabadalmi ügyvivő, a Szabadalmi Ügyvivők Testületének elnöke, a Hegedűs Gyula utcai körzet elöljárója volt.